# NGC 5960
NGC 5960 is een spiraalvormig sterrenstelsel in het sterrenbeeld Slang. Het hemelobject werd op 12 april 1864 ontdekt door de Duitse astronoom Albert Marth.

## Synoniemen
- MCG 1-40-7
- ZWG 50.38
- NPM1G +05.0474
- IRAS 15338+0549
- PGC 55575